# Dolomiti Meridionali di Zoldo
Le Dolomiti Meridionali di Zoldo (oppure Dolomiti Bellunesi) sono un gruppo montuoso dolomitico italiano appartenente alle Dolomiti di Zoldo, poste in provincia di Belluno (Veneto), principalmente tra la Val di Zoldo, la valle del Cordevole e la Valbelluna.

## Classificazione

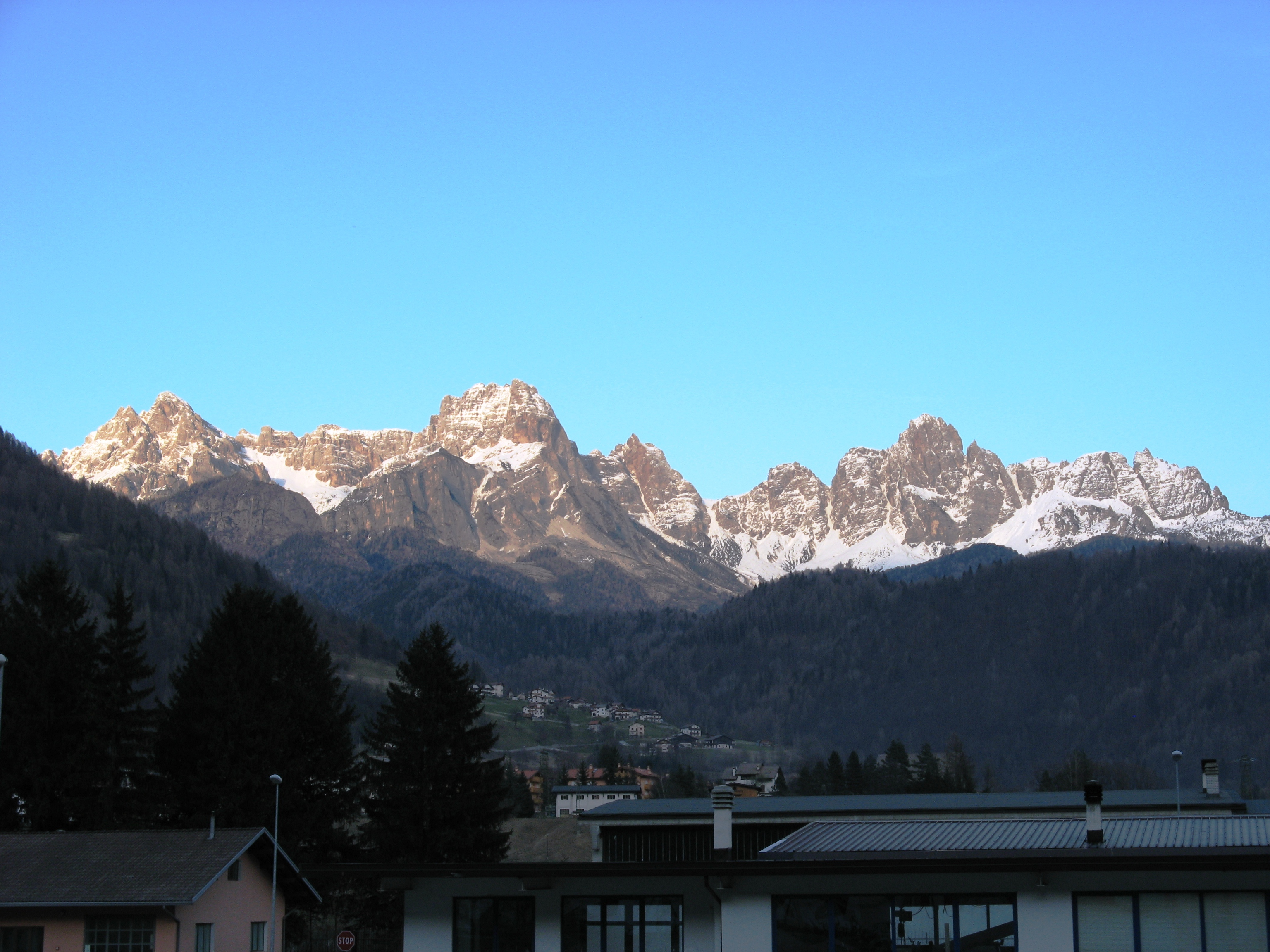
Catena del San Sebastiano

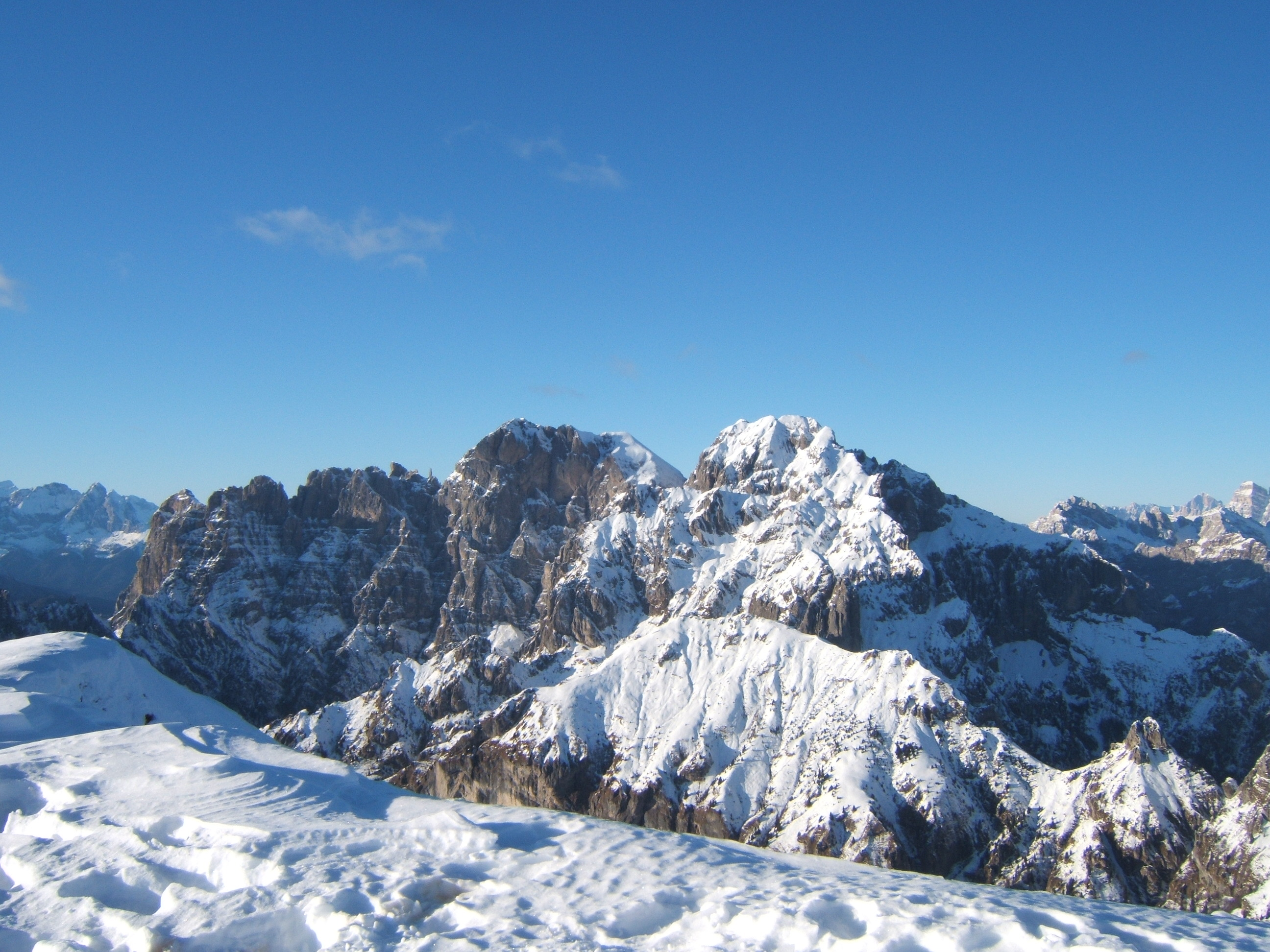
Gruppo dello Schiara

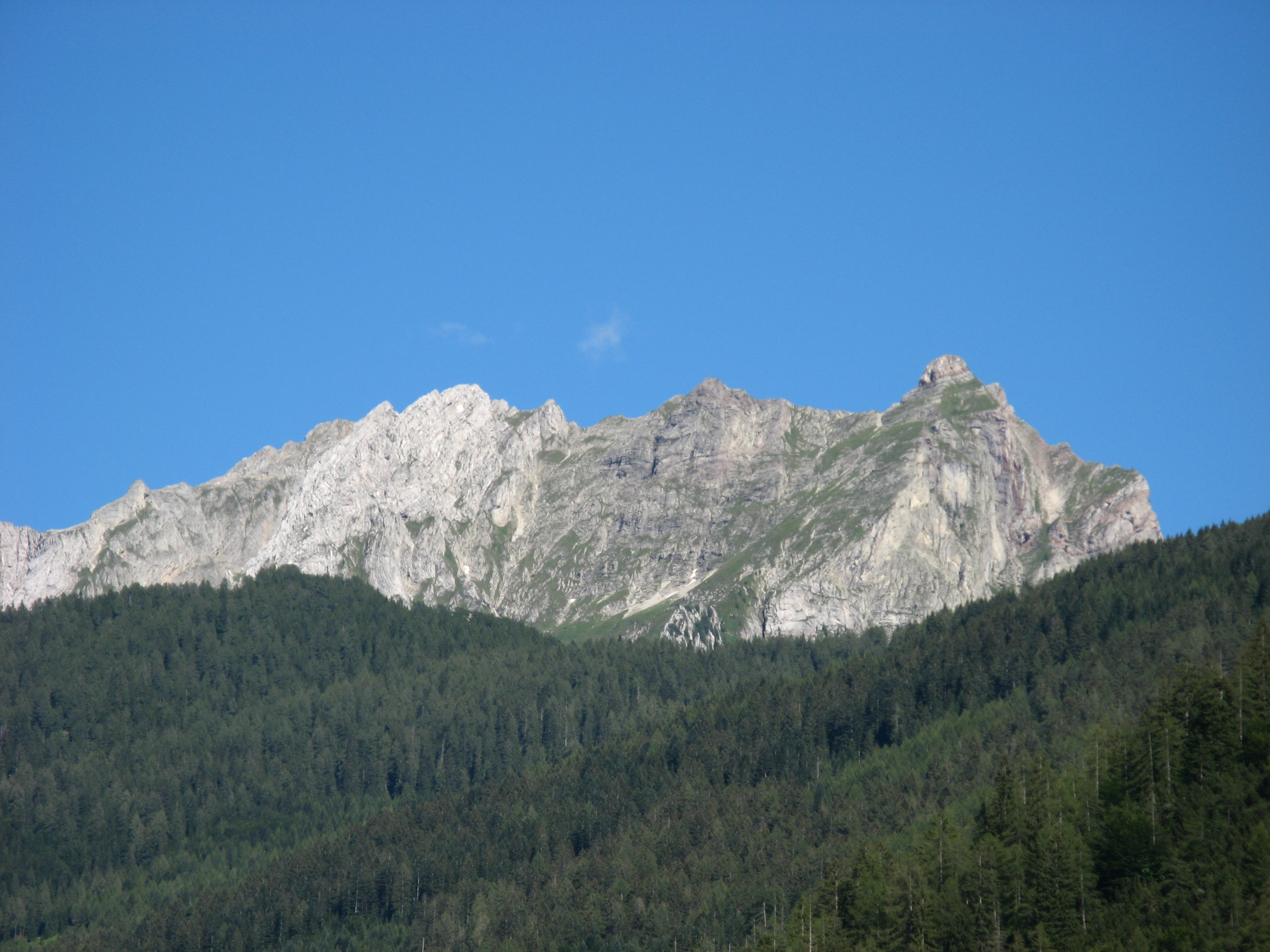
Monte Talvena

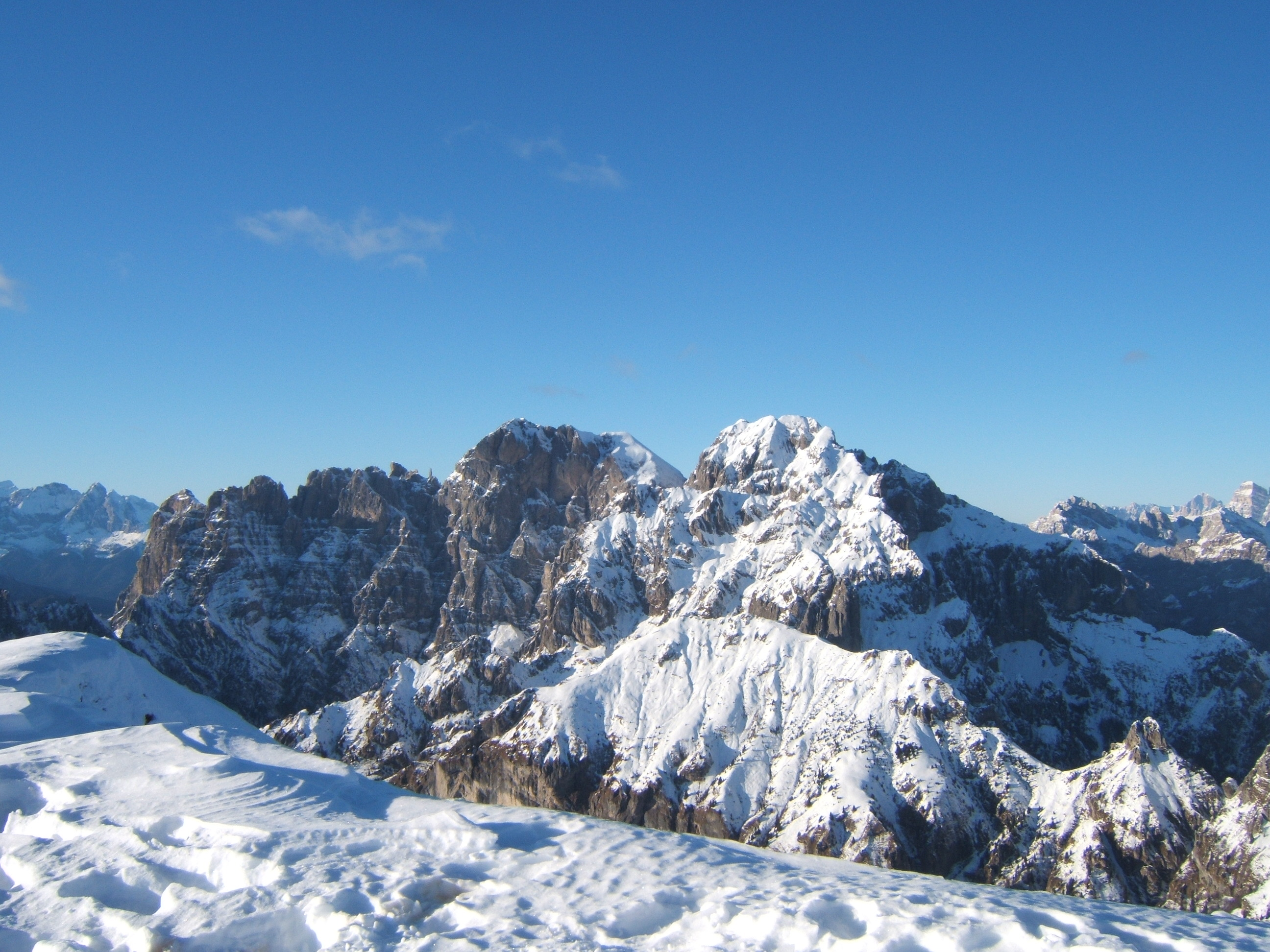
Monte Serva

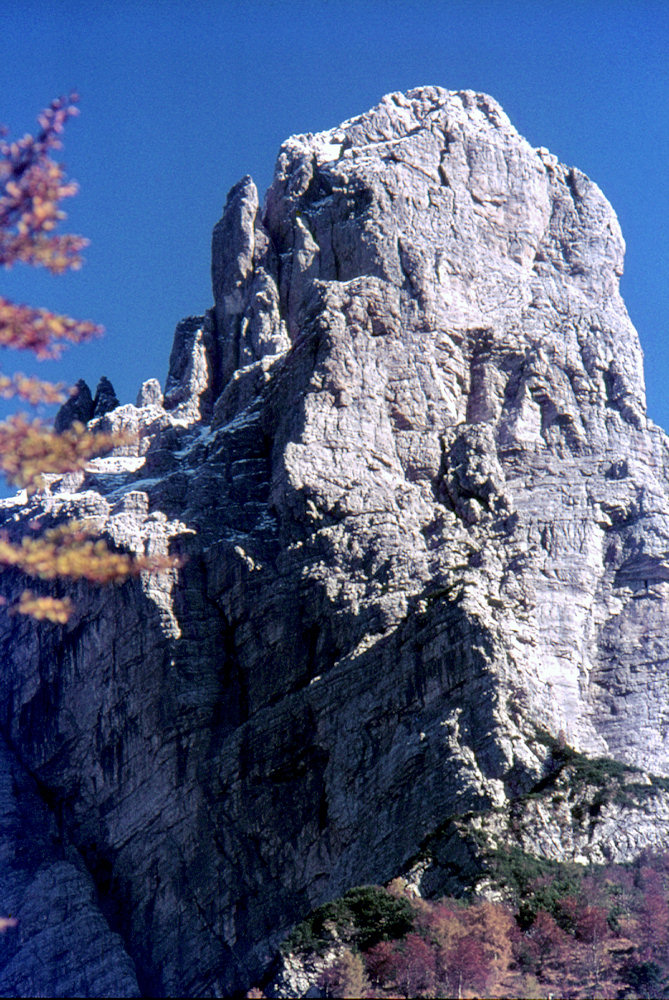
Cima del Burel

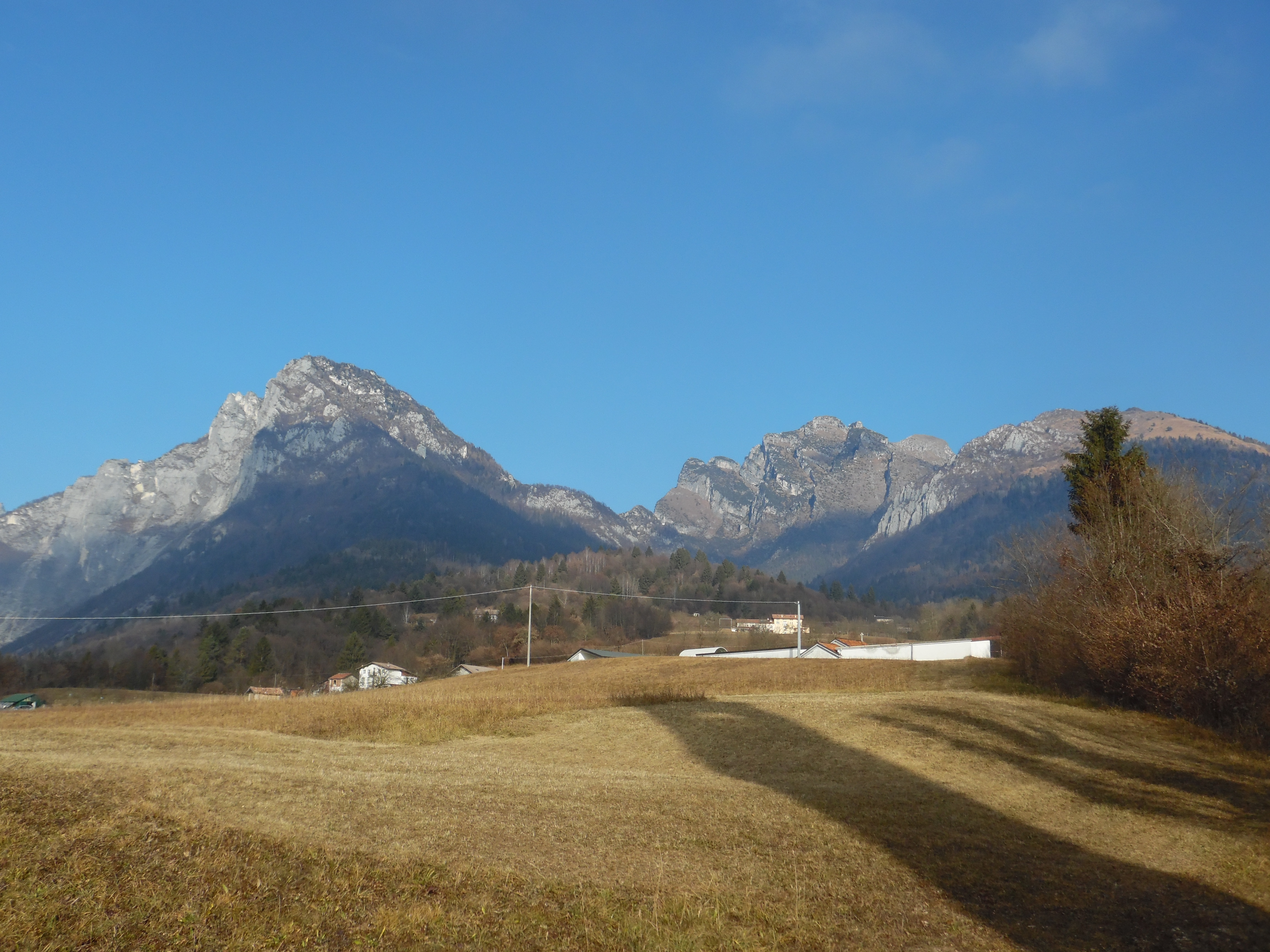
Pala Alta

Secondo la SOIUSA esse formano un supergruppo delle Dolomiti di Zoldo ed hanno come codice della SOIUSA il seguente: II/C-31.II-B.

## Delimitazioni
A nord sono delimitate dalla Val di Zoldo e dal Passo Duran; ad est e sud dal fiume Piave e ad ovest dal torrente Cordevole.

## Suddivisione
Secondo la SOIUSA le Dolomiti Meridionali di Zoldo sono suddivise in tre gruppi e nove sottogruppi:
- Gruppo San Sebastiano-Tamer (5)
  - Crode di San Sebastiano (5.a)
  - Crode di Tamer e Gardesana (5.b)
  - Crode di Moschesin (5.c)
  - Massiccio dello Zelo (5.d)
- Gruppo Mezzodì-Pramper (6)
  - Sottogruppo delle Crode di Pramper (6.a)
  - Sottogruppo dello Spiz di Mezzodì (6.b)
- Gruppo della Schiara (7)
  - Catena Talvena-Zità (7.a)
    - Complesso Cime de Zità-Bachet (7.a/a)
    - Massiccio della Talvena (7.a/b)

  - Catena Schiara-Pelf (7.b)
    - Dorsale del Pelf (7.b/a)
    - Dorsale della Schiara (7.b/b)
    - Dorsale del Coro (7.b/c)

  - Catena Tiron-Pala Alta-Serva (7.c)
    - Dorsale del Tiron (7.c/a)
    - Dorsale della Pala Alta (7.c/b)
    - Dorsale di Serva (7.c/c)

## Montagne
Le montagne principali sono:
- Monte Schiara - 2.565 m
- Tamer Grande - 2.547 m
- Tamer Piccolo - 2.550 m
- Monte Talvena - 2.542 m
- Monte Pelf - 2.502 m
- Castello di Moschesin - 2.499 m
- Tamer Davanti - 2.497 m
- Cima Nord di San Sebastiano - 2.488 m
- Cima delle Forzelete - 2.448 m
- Cima della Gardesana  - 2.446 m
- Cresta Sud di San Sebastiano - 2.440 m
- Cima di Pramper - 2.409 m
- Castelletto - 2.367 m
- Pala Belluna - 2.360 m
- Cima di Forcella Stretta - 2.337 m
- Spiz di Mezzodì - 2.324 m
- Spiz del Moschesin - 2.315 m
- Cima dei Gravinai - 2.303 m
- Cima del Burel - 2.281 m
- Monte Serva - 2.133 m
- Sas de Caleda - 2.132 m
- Cima del Costone - 2.080 m
- Monte Coro - 1.985 m
- Pala Alta - 1.932 m